# Amphoe That Phanom

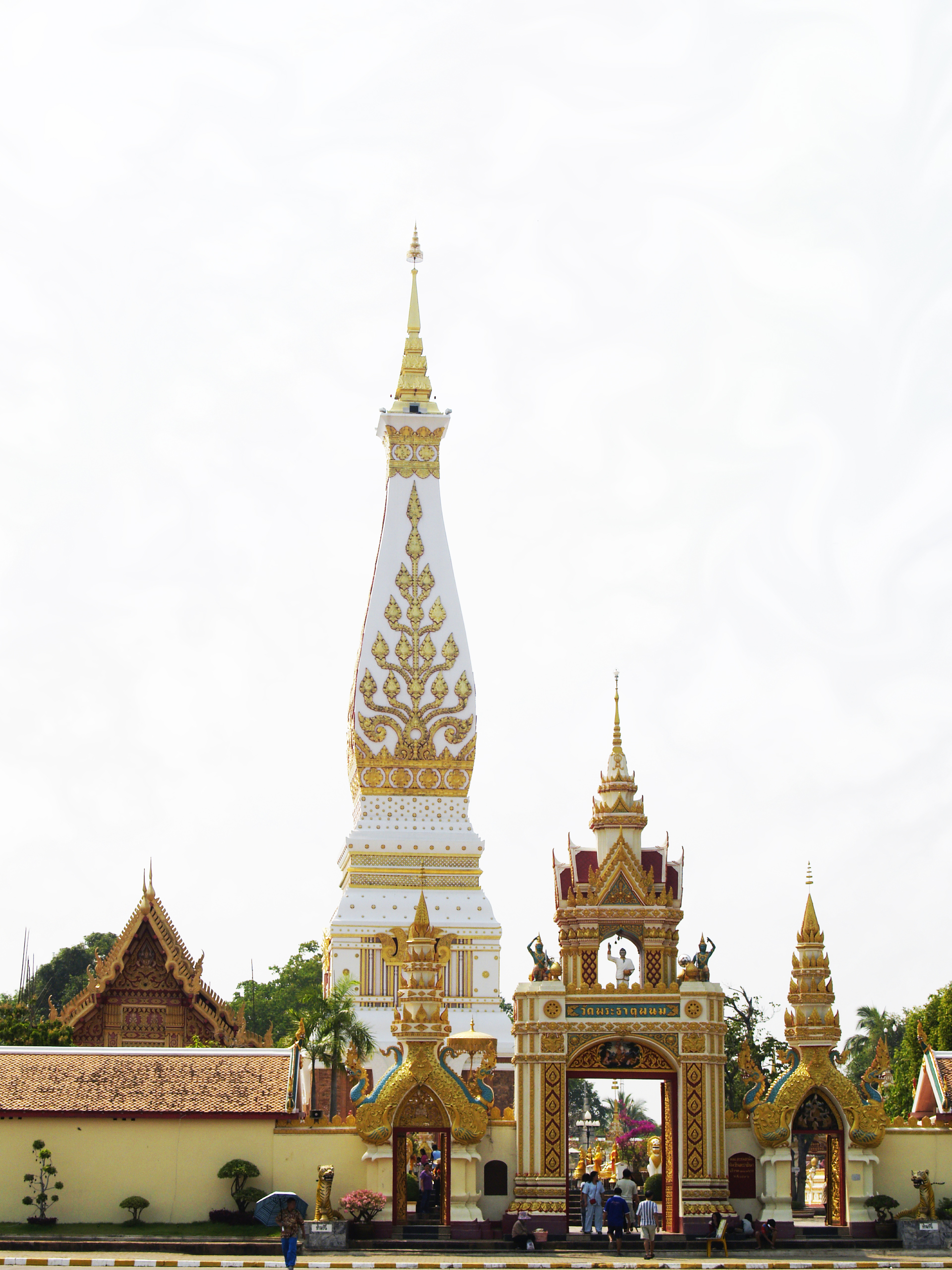
Wat Phra That Phanom

Amphoe That Phanom (thailändisch อำเภอ ธาตุพนม) ist ein Landkreis (Amphoe – Verwaltungs-Distrikt) in der Provinz Nakhon Phanom. Die Provinz Nakhon Phanom liegt in der Nordostregion Thailands, dem so genannten Isan.

## Geographie
Der Landkreis That Phanom liegt im Südosten der Provinz, etwa 50 Kilometer südöstlich der Provinzhauptstadt.
Benachbarte Bezirke (von Süden im Uhrzeigersinn): die Amphoe Wan Yai, Mueang Mukdahan und Dong Luang der Provinz Mukdahan sowie die Amphoe Na Kae, Renu Nakhon und Mueang Nakhon Phanom der Provinz Nakhon Phanom. Im Osten auf dem anderen Ufer des Mekong liegt die laotische Provinz Khammuan.

## Sehenswürdigkeiten
- Wat Phra That Phanom – buddhistische Tempelanlage (Wat) im Zentrum der Kreishauptstadt unweit des Mekong. Es ist die am meisten verehrte religiöse Stätte des Buddhismus im Nordosten von Thailand. Sie wird sowohl von den Thai als auch von Laoten besucht.

## Verwaltung

### Provinzverwaltung
Der Landkreis That Phanom ist in zwölf Tambon („Unterbezirke“ oder „Gemeinden“) eingeteilt, die sich weiter in 142 Muban („Dörfer“) unterteilen.
| Nr.  | Name             | Thai       | Muban | Einw.  |
| ---- | ---------------- | ---------- | ----- | ------ |
| 01.  | That Phanom      | ธาตุพนม     | 0-    | 10.908 |
| 02.  | Fang Daeng       | ฝั่งแดง      | 11    | 06.945 |
| 03.  | Phon Phaeng      | โพนแพง     | 0-    | 04.915 |
| 04.  | Phra Klang Thung | พระกลางทุ่ง  | 16    | 07.443 |
| 05.  | Na Thon          | นาถ่อน      | 15    | 08.696 |
| 06.  | Saen Phan        | แสนพัน      | 08    | 03.955 |
| 07.  | Don Nang Hong    | ดอนนางหงส์  | 11    | 06.735 |
| 08.  | Nam Kam          | น้ำก่ำ       | 20    | 12.295 |
| 09.  | Um Mao           | อุ่มเหม้า     | 02    | 05.798 |
| 010. | Na Nat           | นาหนาด     | 10    | 05.591 |
| 011. | Kut Chim         | กุดฉิม       | 07    | 04.474 |
| 012. | That Phanom Nuea | ธาตุพนมเหนือ | 0-    | 05.581 |

Hinweis: Die Daten der Muban liegen zum Teil noch nicht vor.

### Lokalverwaltung
Es gibt fünf Kommunen mit „Kleinstadt“-Status (Thesaban Tambon) im Landkreis:
- That Phanom Tai (Thai: เทศบาลตำบลธาตุพนมใต้), bestehend aus Teilen der Tambon That Phanom und That Phanom Nuea.
- Fang Daeng (Thai: เทศบาลตำบลฝั่งแดง), bestehend aus dem gesamten Tambon Fang Daeng.
- Nam Kam (Thai: เทศบาลตำบลน้ำก่ำ), bestehend aus dem gesamten Tambon Nam Kam.
- Na Nat (Thai: เทศบาลตำบลนาหนาด), bestehend aus dem gesamten Tambon Na Nat.
- That Phanom (Thai: เทศบาลตำบลธาตุพนม), bestehend aus den anderen Teilen der Tambon That Phanom und That Phanom Nuea

Außerdem gibt es sieben „Tambon-Verwaltungsorganisationen“ (องค์การบริหารส่วนตำบล – Tambon Administrative Organizations, TAO):
- Phon Phaeng (Thai: องค์การบริหารส่วนตำบลโพนแพง)
- Phra Klang Thung (Thai: องค์การบริหารส่วนตำบลพระกลางทุ่ง)
- Na Thon (Thai: องค์การบริหารส่วนตำบลนาถ่อน)
- Saen Phan (Thai: องค์การบริหารส่วนตำบลแสนพัน)
- Don Nang Hong (Thai: องค์การบริหารส่วนตำบลดอนนางหงส์)
- Um Mao (Thai: องค์การบริหารส่วนตำบลอุ่มเหม้า)
- Kut Chim (Thai: องค์การบริหารส่วนตำบลกุดฉิม)